# Neckarburg
Die Neckarburg ist die Ruine einer frühmittelalterlichen Höhenburg auf einem langgestreckten Umlaufberg bei Villingendorf im Stadtgebiet von Rottweil im Landkreis Rottweil in Baden-Württemberg. Sie ist im Besitz des Grafen von Bissingen und Nippenburg und die älteste Burganlage im Landkreis. Das Burgareal liegt innerhalb des Naturschutzgebiets Neckarburg. Landschaftlich reizvoll ist das wacholderbedeckte „Bergle“, das als Umlaufhügel im Trockental zurückblieb.

## Geografische Lage
Die Ruine Neckarburg liegt im Neckartal flussabwärts von Rottweil auf einem 550 m ü. NN hohen Umlaufhügel in einer Neckarschleife. Von dort erreicht man die Michaelskapelle über die L 424 (alt B 14) in Richtung Villingendorf und über den Neckartal-Radweg.

## Geschichte

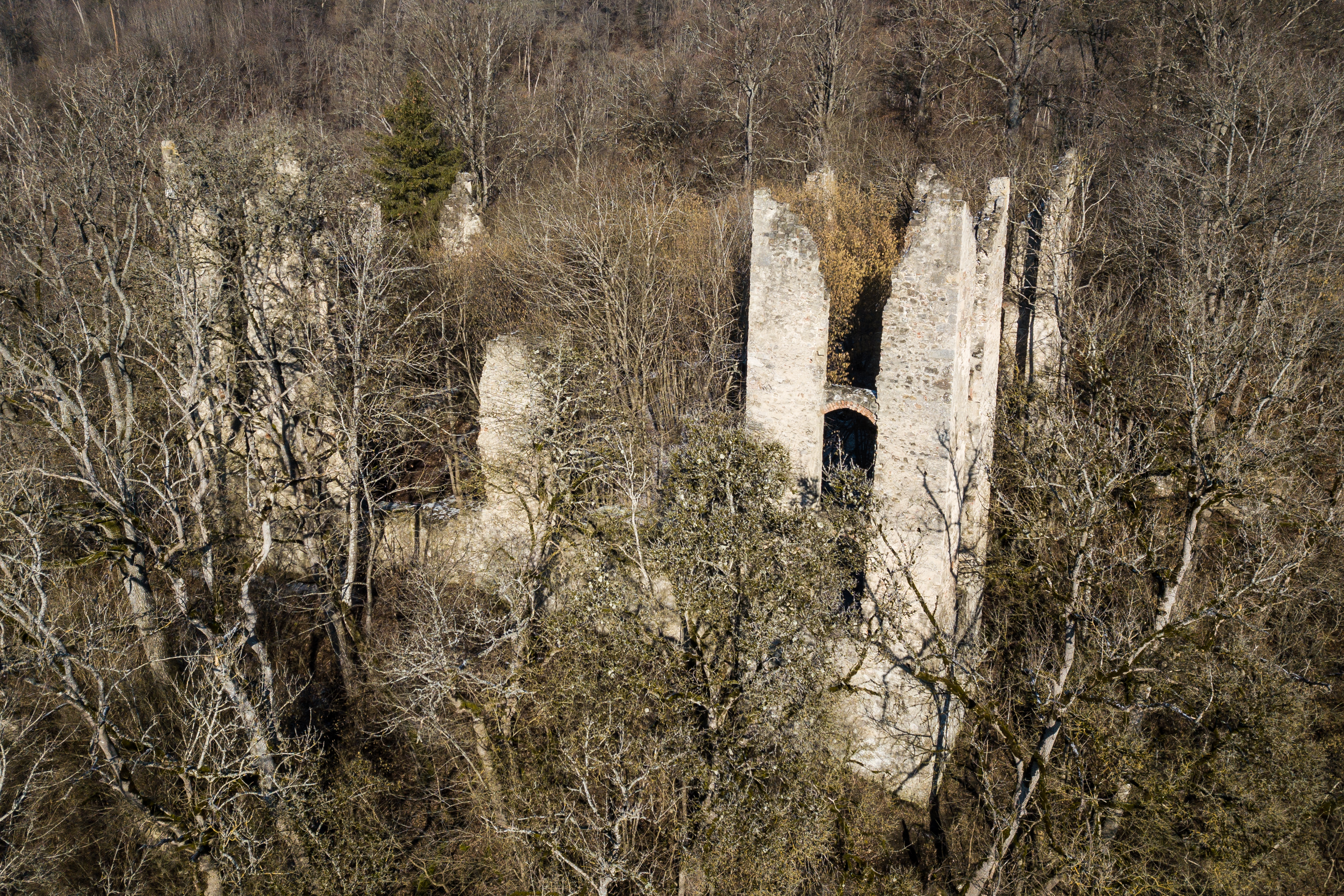
Luftaufnahme der Neckarburgruine

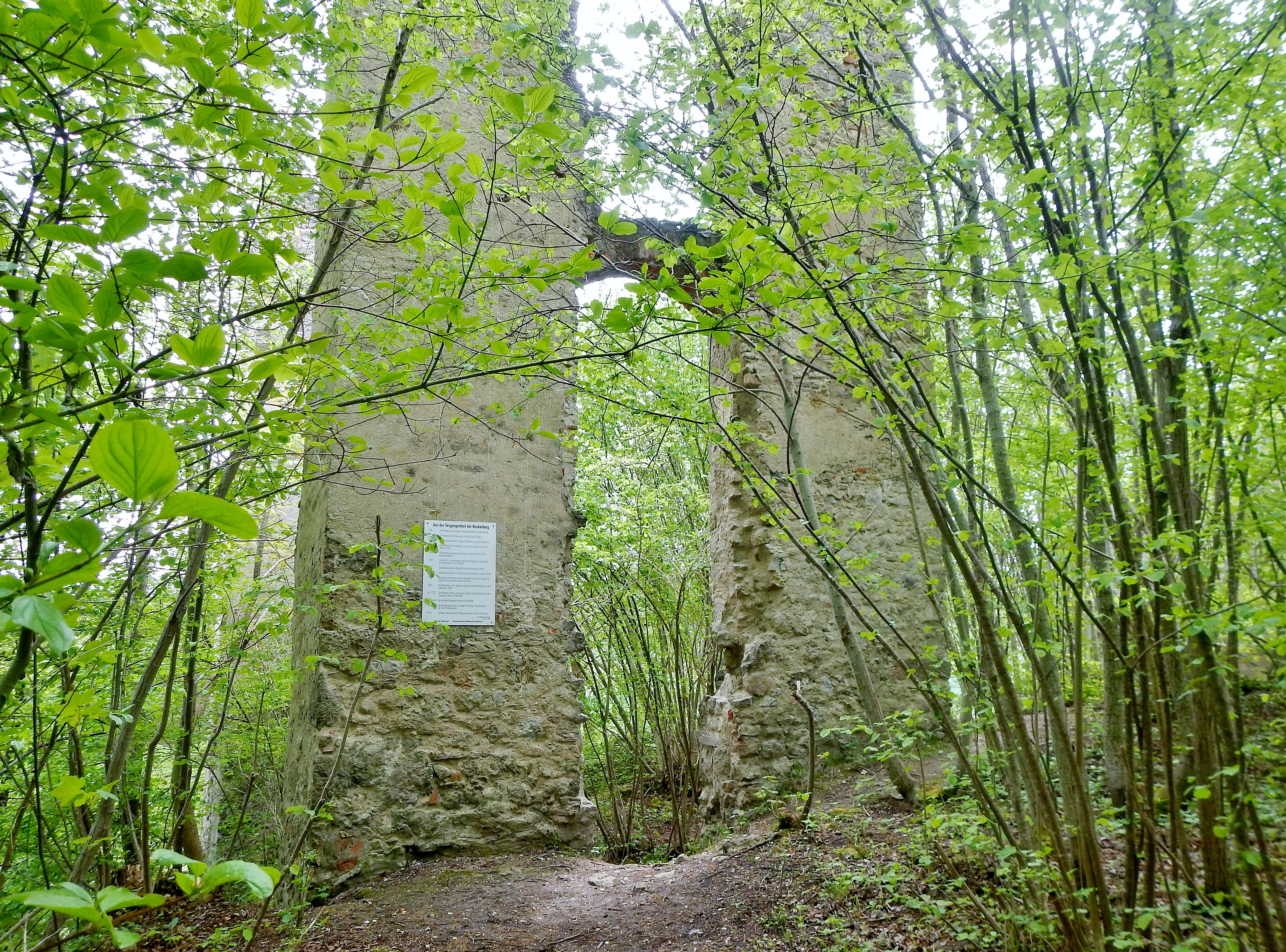
Hochaufragende Mauerteile

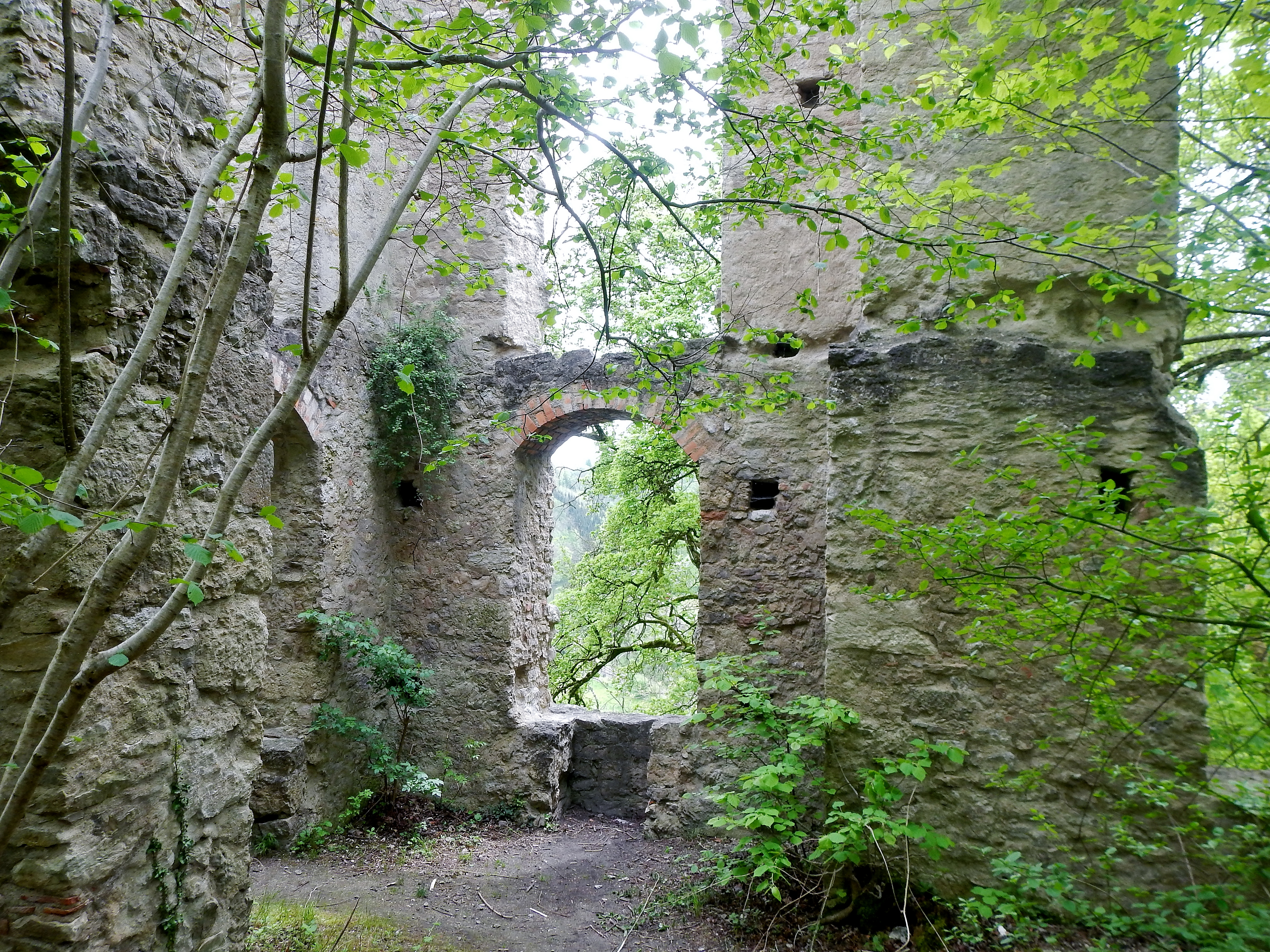
Die erheblichen Mauerreste der Neckarburg

Die Burg wurde 793 erstmals als „Nehhepurc“ in einer Urkunde erwähnt, als sie der alamannische Baargraf Berthold an das Kloster St. Gallen verschenkte und sie als Lehen wieder zurückbekam. Erbaut wurde sie möglicherweise als Fluchtburg von den alamannischen Adligen der Bertholden oder der Alaholfinger. Aus dieser frühen Zeit der Burganlage haben sich allerdings keine baulichen Überreste erhalten. Gut sichtbar sind hingegen immer noch Teile des Burggrabens und der umlaufenden Wehranlage.
Erst im 11. Jahrhundert setzt die schriftliche Überlieferung der Neckarburg wieder ein, als sie im Besitz zweier adeliger Familien war. Ab 1279 war die Burg im Besitz der Grafen von Sulz. Im 14. Jahrhundert wurde sie zweigeteilt, die vordere Burg, die frühere Vorburg, besaßen die Herren von Neuneck, die hintere Burg, die ursprüngliche Turmburg, wurde von den Herren von Reute (Rüti) bewohnt. Beides waren jeweils Lehen der Grafen von Sulz bzw. der Grafen von Hohenberg. Ab 1375 hatten die Grafen von Wirtemberg das Öffnungsrecht inne.
Im Jahr 1379 wurde die Neckarburg stark beschädigt, als die Herren von Neuneck in Streit mit den Wildensteinern lagen. Daraufhin wurde 1387 die Turmburg als Burgstall, also als unbewohnbare Burg, bezeichnet, nämlich als die Sulzer Grafen mit den Herren von Reute vereinbarten, dass die Grafen vom Burgstall der Reute Steine zum Mauerbau bekommen sollten. 1580 wurde die Burg von der Rottweiler Familie Spreter von Kreudenstein gekauft, damals wurde die Hinterburg wohl gänzlich abgebrochen und die Vorderburg als repräsentatives Schloss ausgebaut. Es wurden beide Burgteile, Vorder- und Hinterburg, abgerissen und die Neckarburg an anderer Stelle, in ca. 50 m Abstand zu den abgebrochenen Teilen, als dreitürmiges Schloss neugebaut. Eine Abbildung der damaligen, prachtvollen Burg ist in Form eines Gemäldes von Johann Georg Glückher in der Michaelskapelle erhalten. Diese gehörte zu einem im 15. Jahrhundert abgegangenen Weiler unterhalb der Burg. Sie ist 1275 erstmals bezeugt. Bis zur Erneuerung durch das Kloster St. Georgen um 1700 wurde die Kapelle 1404 anscheinend neu hergerichtet und neu geweiht. Um 1500 erfolgte der Anbau des Chores an die Kapelle.
Zur Zeit des Dreißigjährigen Krieges stand das Schloss zeitweilig leer, aufgrund dessen war es ab dem 17. Jahrhundert nicht mehr bewohnbar. Im 18. Jahrhundert kam es zusammen mit dem zugehörigen Gutshof in den Besitz des Klosters Sankt Georgen im Schwarzwald, dessen Abt Michael Glükher die Burgkapelle bzw. die spätere Pfarrkirche sowie den Gutshof erneuern ließ. Der Hochaltar der Kapelle wurde von Johann Georg Glückher (1653–1731), dem Bruder des Abts, gemalt und der Heiligsten Dreifaltigkeit, Maria Assumpta, dem Erzengel Michael, Johannes dem Täufer, der Heiligen Ursula, dem Heiligen Antonius und Sankt Wendelin geweiht. Das mit 1711 bezeichnete Wappen über der Tür des Gutshofes stammt aus dieser Zeit. 1836 erwarben die Grafen von Bissingen-Nippenburg die Schlossruine sowie den Gutshof.
In der Kapelle sind barocke Stuhlwangen mit Handwerkszeichen und eine frühgotische Madonna erhalten. Die Empore wurde um 1770 in ihrer ursprünglichen Form eingebaut. Bei Restaurierungsarbeiten durch den Stadtjugendring Rottweil (1979–1981) wurden Grabplatten aus dem 13. Jahrhundert aus dem einst ummauerten Friedhof ins Innere der Kapelle verbracht.
In den 1980er-Jahren wurde die Ruine grundlegend durch den Stadtjugendring Rottweil saniert.
Von der ehemaligen Burganlage sind noch die Umfassungsmauern erhalten.

## Namensgeber
Seit 1990 existiert mit Radio Neckarburg ein lokaler Radiosender, der sich nach der Neckarburg benannt hat.
Unterhalb der Burgruine steht die 1951 erbaute Holzbrücke Neckarburg. Wenige Kilometer nordwestlich überspannt die Neckarburgbrücke der A81 das Neckartal, an deren Nordende die Raststätte Neckarburg einen guten Ausblick über das Tal bietet.

## Tourismus und Verkehr
Die Abzweigung von der B 14 Richtung Villingendorf ist markiert. Parkplätze sind vor dem bewirteten Hofgut Neckarburg vorhanden. Der Neckartal-Radweg von Rottweil aus ist beschildert.